# Atletisme als Jocs Olímpics d'Estiu de 2024 - 800m masculí
La prova de 800m masculina d'Atletisme als Jocs Olímpics de París 2024 va ser la 30a edició de l'esdeveniment en unes Olimpíades. La prova es va disputar entre el 7 i el 10 d'agost del 2024 a l'Stade de France de París.
El kenyà Emmanuel Wanyonyi va guanyar la medalla d'or després d'imposar-se a la final amb un temps de 1:41.19 minuts, el què va suposar la seva marca personal. A més, es va convertir en l'atleta més jove en guanyar mai la prova dels 800m. El triomf del kenyà també va suposar el 5è or consecutiu pel país africà en la disciplina olímpica. La segona posició va ser pel canadenc Marco Arop, amb un temps de 1:41.20 minuts, que va representar un nou rècord nord-americà. La medalla de bronze se la va endur l'algerià Djamel Sedjati, amb un temps de 1:41.50.
L'equip dels Estats Units és la selecció més guardonada, amb 8 medalles d'or, 4 medalles de plata i 9 medalles de bronze, en les 30 edicions que l'esdeveniment ha estat present als Jocs Olímpics. L'estatunidenc Mal Whitfield, el kenyà David Rudisha, el britànic Douglas Lowe i el neozelandès Peter Snell, amb 2 medalles d'or cadascú, són els atletes més guardonats en tota la història de la competició.

## Format
Els 800 metres llisos són una prova de mitja distància d'atletisme, que consisteix en fer 2 voltes a la pista olímpica. La competició va començar amb la 1a ronda, on hi van participar tots els atletes classificats. Els 3 primers atletes de cada cursa es van classificar directament per les semifinals i la resta d'atletes van tenir una nova oportunitat per passar de ronda, en la nova fase de repesca, que es va introduir en aquesta edició olímpica. Els 2 guanyadors de les semifinals, van passar a la final juntament amb els 2 millors temps del còmput global i en aquesta darrera cursa, els 3 atletes que van quedar al capdavant, van obtenir les medalles.

## Classificació
Hi havia dues maneres de classificar-se per la prova olímpica. La forma principal fou superant la marca estàndard de classificació (que per aquesta edició eren 1:44.70 minuts), en qualsevol prova organitzada o supervisada per la Federació Internacional d'Atletisme, entre l'1 de juliol de 2023 i el 30 de juny de 2024. Els llocs sobrants es van distribuir mitjançant el rànquing atlètic el rànquing atlètic, les places universals i les invitacions, fent prevaler la diversitat geogràfica.
| Mètode de classificació    | Places | País                           | Atleta classificat      |
| -------------------------- | ------ | ------------------------------ | ----------------------- |
| Marca estàndard - 1:44.70' | 3      | Algèria                        | Slimane Moula           |
| Marca estàndard - 1:44.70' | 3      | Algèria                        | Djamel Sedjati          |
| Marca estàndard - 1:44.70' | 3      | Algèria                        | Mohamed Ali Gouaned     |
| Marca estàndard - 1:44.70' | 3      | Austràlia                      | Peter Bol               |
| Marca estàndard - 1:44.70' | 3      | Austràlia                      | Joseph Deng             |
| Marca estàndard - 1:44.70' | 3      | Austràlia                      | Peyton Craig            |
| Marca estàndard - 1:44.70' | 3      | Bèlgica                        | Tibo De Smet            |
| Marca estàndard - 1:44.70' | 3      | Bèlgica                        | Eliott Crestan          |
| Marca estàndard - 1:44.70' | 3      | Bèlgica                        | Pieter Sisk             |
| Marca estàndard - 1:44.70' | 3      | Espanya                        | Mohamed Attaoui         |
| Marca estàndard - 1:44.70' | 3      | Espanya                        | Adrián Ben              |
| Marca estàndard - 1:44.70' | 3      | Espanya                        | Elvin Josué Canales     |
| Marca estàndard - 1:44.70' | 3      | Estats Units                   | Bryce Hoppel            |
| Marca estàndard - 1:44.70' | 3      | Estats Units                   | Hobbs Kessler           |
| Marca estàndard - 1:44.70' | 3      | Estats Units                   | Brandon Miller          |
| Marca estàndard - 1:44.70' | 3      | França                         | Corentin Le Clezio      |
| Marca estàndard - 1:44.70' | 3      | França                         | Benjamin Robert         |
| Marca estàndard - 1:44.70' | 3      | França                         | Gabriel Tual            |
| Marca estàndard - 1:44.70' | 3      | Kenya                          | Koitatoi Kidali         |
| Marca estàndard - 1:44.70' | 3      | Kenya                          | Wyclife Kinyamal        |
| Marca estàndard - 1:44.70' | 3      | Kenya                          | Emmanuel Wanyonyi       |
| Marca estàndard - 1:44.70' | 3      | Regne Unit                     | Max Burgin              |
| Marca estàndard - 1:44.70' | 3      | Regne Unit                     | Ben Pattison            |
| Marca estàndard - 1:44.70' | 3      | Regne Unit                     | Elliot Giles            |
| Marca estàndard - 1:44.70' | 2      | Botswana                       | Tshepiso Masalela       |
| Marca estàndard - 1:44.70' | 2      | Botswana                       | Kethobogile Haingura    |
| Marca estàndard - 1:44.70' | 2      | Itàlia                         | Simone Barontini        |
| Marca estàndard - 1:44.70' | 2      | Itàlia                         | Catalin Tecuceanu       |
| Marca estàndard - 1:44.70' | 1      | Canadà                         | Marco Arop              |
| Marca estàndard - 1:44.70' | 1      | Irlanda                        | Mark English            |
| Marca estàndard - 1:44.70' | 1      | Jamaica                        | Navasky Anderson        |
| Marca estàndard - 1:44.70' | 1      | Marroc                         | Abdelati El Guesse      |
| Marca estàndard - 1:44.70' | 1      | Nigèria                        | Edose Ibadin            |
| Marca estàndard - 1:44.70' | 1      | Noruega                        | Tobias Grondstad        |
| Marca estàndard - 1:44.70' | 1      | Nova Zelanda                   | James Preston           |
| Marca estàndard - 1:44.70' | 1      | Polònia                        | Mateusz Borkowski       |
| Marca estàndard - 1:44.70' | 1      | Qatar                          | Abubaker Haydar Abdalla |
| Marca estàndard - 1:44.70' | 1      | Sud-àfrica                     | Edmund du Plessis       |
| Marca estàndard - 1:44.70' | 1      | Suècia                         | Andreas Kramer          |
| Marca estàndard - 1:44.70' | 1      | Veneçuela                      | José Antonio Maita      |
| Rànquing atlètic           | 1      | Botswana                       | Tumo Nkape              |
| Rànquing atlètic           | 1      | Mèxic                          | Jesús Tonatiú López     |
| Rànquing atlètic           | 1      | Països Baixos                  | Ryan Clarke             |
| Rànquing atlètic           | 1      | Txèquia                        | Jakub Dudycha           |
| Rànquing atlètic           | 1      | Uganda                         | Tom Dradriga            |
| Places universals          | 1      | Armènia                        | Yervand Mkrtchyan       |
| Places universals          | 1      | Cambodja                       | Chhun Bunthorn          |
| Places universals          | 1      | Dominica                       | Dennick Lucke           |
| Places universals          | 1      | Illes Cook                     | Alex Beddoes            |
| Places universals          | 1      | Saint Vincent i les Grenadines | Handal Roban            |
| Places universals          | 1      | Somàlia                        | Ali Idow Hassan         |
| Places universals          | 1      | Sudan del Sud                  | Abraham Guem            |
| Invitacions                | 1      | Equip Olímpic de Refugiats     | Musa Suliman            |
| Invitacions                | 1      | Palestina                      | Mohammed Dwedar         |

## Rècords
Abans de la prova, els rècords eren els següents:
| Rècord             | Atleta           | Temps   | Lloc             | Data                 |
| ------------------ | ---------------- | ------- | ---------------- | -------------------- |
| Rècord del Món     | David Rudisha    | 1:40.91 | Londres          | 9 d'agost de 2012    |
| Rècord Olímpic     | David Rudisha    | 1:40.91 | Londres          | 9 d'agost de 2012    |
| Rècord Àfrica      | David Rudisha    | 1:40.91 | Londres          | 9 d'agost de 2012    |
| Rècord Àsia        | Yusuf Saad Kamel | 1:42.79 | Mònaco           | 29 de juliol de 2008 |
| Rècord Europa      | Dinamarca        | 1:41.11 | Colònia          | 24 d'agost de 1997   |
| Rècord NACAC       | Donavan Brazier  | 1:42.34 | Doha             | 1 d'octubre de 2019  |
| Rècord Oceania     | Joseph Deng      | 1:43.99 | Decines-Charpieu | 8 de juliol de 2023  |
| Rècord Sud-amèrica | Joaquim Cruz     | 1:41.77 | Colònia          | 26 d'agost de 1984   |

## Competició

### 1a ronda
La 1a ronda es va disputar el 7 d'agost de 2024 a partir de les 11:55h. Hi van participar tots els atletes classificats. Es classificaven els 3 primers de cada sèrie, mentre que la resta passaven a la ronda de repesca.

#### Sèrie 1
| Posició | Atleta                  | País                           | Temps      |
| ------- | ----------------------- | ------------------------------ | ---------- |
| 1       | Eliott Crestan          | Bèlgica                        | 1:45.51 Q  |
| 2       | Marco Arop              | Canadà                         | 1:45.74 Q  |
| 3       | Peyton Craig            | Austràlia                      | 1:45.81 Q  |
| 4       | Handal Roban            | Saint Vincent i les Grenadines | 1:46.00    |
| 5       | Abdelati El Guesse      | Marroc                         | 1:46.91    |
| 6       | Tumo Nkape              | Botswana                       | 1:46.99    |
| 7       | Abubaker Haydar Abdalla | Qatar                          | 1:48.42    |
| 8       | James Preston           | Nova Zelanda                   | 1:48.50    |
| 9       | Abraham Guem            | Sudan del Sud                  | 1:48.74 PB |

#### Sèrie 2
| Posició | Atleta              | País      | Temps     |
| ------- | ------------------- | --------- | --------- |
| 1       | Gabriel Tual        | França    | 1:45.13 Q |
| 2       | Mark English        | Irlanda   | 1:45.15 Q |
| 3       | Tshepiso Masalela   | Botswana  | 1:45.58 Q |
| 4       | Jakub Dudycha       | Txèquia   | 1:45.62   |
| 5       | Koitatoi Kidali     | Kenya     | 1:45.84   |
| 6       | Edose Ibadin        | Nigèria   | 1:46.56   |
| 7       | Mohamed Ali Gouaned | Algèria   | 1:47.34   |
| 8       | Ali Idow Hassan     | Somàlia   | 1:48.72   |
| 9       | Mohammed Dwedar     | Palestina | 1:54.83   |

#### Sèrie 3
| Posició | Atleta            | País          | Temps      |
| ------- | ----------------- | ------------- | ---------- |
| 1       | Emmanuel Wanyonyi | Kenya         | 1:44.64 Q  |
| 2       | Catalin Tecuceanu | Itàlia        | 1:44.80 Q  |
| 3       | Andreas Kramer    | Suècia        | 1:44.93 Q  |
| 4       | Adrián Ben        | Espanya       | 1:45.03    |
| 5       | Ryan Clarke       | Països Baixos | 1:45.56    |
| 6       | Joseph Deng       | Austràlia     | 1:45.87    |
| 7       | Tibo De Smet      | Bèlgica       | 1:46.03    |
| 8       | Brandon Miller    | Estats Units  | 1:46.34    |
| 9       | Yervand Mkrtchyan | Armènia       | 1:49.31 NR |

#### Sèrie 4
| Posició | Atleta              | País                       | Temps     |
| ------- | ------------------- | -------------------------- | --------- |
| 1       | Djamel Sedjati      | Algèria                    | 1:45.84 Q |
| 2       | Elliot Giles        | Regne Unit                 | 1:45.93 Q |
| 3       | Hobbs Kessler       | Estats Units               | 1:46.15 Q |
| 4       | Simone Barontini    | Itàlia                     | 1:46.33   |
| 5       | Elvin Josué Canales | Espanya                    | 1:46.48   |
| 6       | Pieter Sisk         | Bèlgica                    | 1:46.60   |
| 7       | Peter Bol           | Austràlia                  | 1:47.50   |
| 8       | Dennick Lucke       | Dominica                   | 1:47.54   |
| 9       | Musa Suliman        | Equip Olímpic de Refugiats | 1:49.61   |

#### Sèrie 5
| Posició | Atleta             | País       | Temps     |
| ------- | ------------------ | ---------- | --------- |
| 1       | Ben Pattison       | Regne Unit | 1:45.56 Q |
| 2       | Edmund du Plessis  | Sud-àfrica | 1:45.73 Q |
| 3       | Wyclife Kinyamal   | Kenya      | 1:45.86 Q |
| 4       | Benjamin Robert    | França     | 1:45.92   |
| 5       | Navasky Anderson   | Jamaica    | 1:46.82   |
| 6       | Tobias Grondstad   | Noruega    | 1:46.85   |
| 7       | Mateusz Borkowski  | Polònia    | 1:47.50   |
| 8       | José Antonio Maita | Veneçuela  | 1:48.02   |
| 9       | Chhun Bunthorn     | Cambodja   | 1:53.31   |

#### Sèrie 6
| Posició | Atleta               | País         | Temps     |
| ------- | -------------------- | ------------ | --------- |
| 1       | Mohamed Attaoui      | Espanya      | 1:44.81 Q |
| 2       | Bryce Hoppel         | Estats Units | 1:45.24 Q |
| 3       | Max Burgin           | Regne Unit   | 1:45.36 Q |
| 4       | Corentin Le Clezio   | França       | 1:45.42   |
| 5       | Jesús Tonatiú López  | Mèxic        | 1:45.82   |
| 6       | Tom Dradriga         | Uganda       | 1:46.05   |
| 7       | Kethobogile Haingura | Botswana     | 1:46.46   |
| 8       | Slimane Moula        | Algèria      | 1:46.71   |

### Ronda de repesca
La ronda de repesca es va disputar el 8 d'agost de 2024 a partir de les 12:00h. Hi van participar tots els atletes que van acabar la 1a ronda i no van aconseguir quedar entre els 3 primers. Es van classificar per les semifinals el primer de cada sèrie i els 2 millors temps del còmput global.

#### Sèrie 1
| Posició | Atleta               | País      | Temps      |
| ------- | -------------------- | --------- | ---------- |
| 1       | Kethobogile Haingura | Botswana  | 1:45.52 Q  |
| 2       | Slimane Moula        | Algèria   | 1:45.67    |
| 3       | Corentin Le Clezio   | França    | 1:45.72    |
| 4       | Peter Bol            | Austràlia | 1:46.12    |
| 5       | Tom Dradriga         | Uganda    | 1:46.15    |
| 6       | Dennick Lucke        | Dominica  | 1:46.81 NR |
| 7       | Edose Ibadin         | Nigèria   | 1:49.09    |
| 8       | Chhun Bunthorn       | Cambodja  | 1:53.42    |
| 9       | Abdelati El Guesse   | Marroc    | DNS        |

#### Sèrie 2
| Posició | Atleta              | País                           | Temps     |
| ------- | ------------------- | ------------------------------ | --------- |
| 1       | Jesús Tonatiú López | Mèxic                          | 1:45.12 Q |
| 2       | Adrián Ben          | Espanya                        | 1:45.37   |
| 3       | Pieter Sisk         | Bèlgica                        | 1:45.49   |
| 4       | Handal Roban        | Saint Vincent i les Grenadines | 1:45.80   |
| 5       | Navasky Anderson    | Jamaica                        | 1:46.01   |
| 6       | Koitatoi Kidali     | Kenya                          | 1:46.37   |
| 7       | Jakub Dudycha       | Txèquia                        | 1:49.94   |
| 8       | Yervand Mkrtchyan   | Armènia                        | 1:50.07   |
| 9       | Musa Suliman        | Equip Olímpic de Refugiats     | 1:50.11   |

#### Sèrie 3
| Posició | Atleta                  | País         | Temps     |
| ------- | ----------------------- | ------------ | --------- |
| 1       | Simone Barontini        | Itàlia       | 1:45.56 Q |
| 2       | Benjamin Robert         | França       | 1:45.83   |
| 3       | José Antonio Maita      | Veneçuela    | 1:46.44   |
| 4       | Tibo De Smet            | Bèlgica      | 1:46.59   |
| 5       | Joseph Deng             | Austràlia    | 1:46.58   |
| 6       | James Preston           | Nova Zelanda | 1:50.53   |
| 7       | Abubaker Haydar Abdalla | Qatar        | DNS       |
| 8       | Ali Idow Hassan         | Somàlia      | DNS       |

#### Sèrie 4
| Posició | Atleta              | País          | Temps         |
| ------- | ------------------- | ------------- | ------------- |
| 1       | Brandon Miller      | Estats Units  | 1:44.21 Q     |
| 2       | Mohamed Ali Gouaned | Algèria       | 1:44.37 q =PB |
| 3       | Tobias Grondstad    | Noruega       | 1:44.57 q PB  |
| 4       | Elvin Josué Canales | Espanya       | 1:44.65       |
| 5       | Ryan Clarke         | Països Baixos | 1:44.70 PB    |
| 6       | Mateusz Borkowski   | Polònia       | 1:45.27       |
| 7       | Tumo Nkape          | Botswana      | 1:45.57       |
| 8       | Abraham Guem        | Sudan del Sud | 1:49.95       |
| 9       | Mohammed Dwedar     | Palestina     | 1:54.83       |

### Semifinals
Les semifinals es van disputar el 9 d'agost de 2024 a partir de les 11:30h. Es van classificar per la final, els 2 millors de cada sèrie i els 2 millors temps del còmput global.

#### Semifinal 1
| Posició | Atleta              | País         | Temps     |
| ------- | ------------------- | ------------ | --------- |
| 1       | Djamel Sedjati      | Algèria      | 1:45.08 Q |
| 2       | Tshepiso Masalela   | Botswana     | 1:45.33 Q |
| 3       | Catalin Tecuceanu   | Itàlia       | 1:45.38   |
| 4       | Ben Pattison        | Regne Unit   | 1:45.57   |
| 5       | Brandon Miller      | Estats Units | 1:45.79   |
| 6       | Mark English        | Irlanda      | 1:45.97   |
| 7       | Andreas Kramer      | Suècia       | 1:46.52   |
| 8       | Jesús Tonatiú López | Mèxic        | 1:50.38   |

#### Semifinal 2
| Posició | Atleta              | País         | Temps     |
| ------- | ------------------- | ------------ | --------- |
| 1       | Marco Arop          | Canadà       | 1:45.05 Q |
| 2       | Gabriel Tual        | França       | 1:45.16 Q |
| 3       | Wyclife Kinyamal    | Kenya        | 1:45.29   |
| 4       | Edmund du Plessis   | Sud-àfrica   | 1:45.34   |
| 5       | Elliot Giles        | Regne Unit   | 1:45.46   |
| 6       | Hobbs Kessler       | Estats Units | 1:46.20   |
| 7       | Tobias Grondstad    | Noruega      | 1:46.37   |
| 8       | Mohamed Ali Gouaned | Algèria      | 1:46.52   |

#### Semifinal 3
| Posició | Atleta               | País         | Temps        |
| ------- | -------------------- | ------------ | ------------ |
| 1       | Emmanuel Wanyonyi    | Kenya        | 1:43.32 Q    |
| 2       | Bryce Hoppel         | Estats Units | 1:43.41 Q    |
| 3       | Max Burgin           | Regne Unit   | 1:43.50 q PB |
| 4       | Mohamed Attaoui      | Espanya      | 1:43.69 q    |
| 5       | Eliott Crestan       | Bèlgica      | 1:43.72      |
| 6       | Peyton Craig         | Austràlia    | 1:44.11 PB   |
| 7       | Kethobogile Haingura | Botswana     | 1:44.95      |
| 8       | Simone Barontini     | Itàlia       | 1:46.17      |

### Final
La final es va disputar el 10 d'agost de 2024 a les 19:15h.
| Posició | Atleta            | País         | Temps      |
| ------- | ----------------- | ------------ | ---------- |
| 1       | Emmanuel Wanyonyi | Kenya        | 1:41.19 PB |
| 2       | Marco Arop        | Canadà       | 1:41.20 AR |
| 3       | Djamel Sedjati    | Algèria      | 1:41.50    |
| 4       | Bryce Hoppel      | Estats Units | 1:41.67 NR |
| 5       | Mohamed Attaoui   | Espanya      | 1:42.08    |
| 6       | Gabriel Tual      | França       | 1:42.14    |
| 7       | Tshepiso Masalela | Botswana     | 1:42.82 PB |
| 8       | Max Burgin        | Regne Unit   | 1:43.84    |

## Medaller històric
| Posició | País         | Or | Argent | Bronze | Total |
| ------- | ------------ | -- | ------ | ------ | ----- |
| 1       | Estats Units | 8  | 4      | 9      | 21    |
| 2       | Kenya        | 7  | 3      | 5      | 15    |
| 3       | Regne Unit   | 6  | 3      | 0      | 9     |
| 4       | Nova Zelanda | 2  | 0      | 0      | 2     |
| 4       | Austràlia    | 2  | 0      | 0      | 2     |
| 6       | Brasil       | 1  | 1      | 0      | 2     |
| 7       | Alemanya     | 1  | 0      | 3      | 4     |
| 8       | Noruega      | 1  | 0      | 1      | 2     |
| 9       | Cuba         | 1  | 0      | 0      | 1     |
| 9       | Rússia       | 1  | 0      | 0      | 1     |
| 11      | Canadà       | 0  | 3      | 2      | 5     |
| 12      | Sud-àfrica   | 0  | 2      | 1      | 3     |
| 13      | Jamaica      | 0  | 2      | 0      | 2     |
| 13      | Bèlgica      | 0  | 2      | 0      | 2     |
| 13      | Itàlia       | 0  | 2      | 0      | 2     |
| 16      | Algèria      | 0  | 1      | 2      | 3     |
| 17      | URSS         | 0  | 1      | 1      | 2     |
| 17      | Dinamarca    | 0  | 1      | 1      | 2     |
| 19      | Botswana     | 0  | 1      | 0      | 1     |
| 19      | Sudan        | 0  | 1      | 0      | 1     |
| 19      | Suècia       | 0  | 1      | 0      | 1     |
| 19      | Suïssa       | 0  | 1      | 0      | 1     |
| 19      | Hongria      | 0  | 1      | 0      | 1     |
| 24      | Polònia      | 0  | 0      | 1      | 1     |
| 24      | Marroc       | 0  | 0      | 1      | 1     |
| 24      | Antilles     | 0  | 0      | 1      | 1     |
| 24      | Grècia       | 0  | 0      | 1      | 1     |
| 24      | França       | 0  | 0      | 1      | 1     |